# ヨー・ガッティ
ヨー・ガッティ（Yo Gotti、本名: Mario Mims、1981年5月19日 - ）とは、アメリカ合衆国テネシー州メンフィス出身のラッパーである。
1996年から音楽活動を開始し、インディーでの活動を拠点として2006年までに計5枚のアルバムをリリース。活動開始から15年以上が経った2012年には、アルバム『Live from the Kitchen』でメジャーデビューを飾る。代表曲に「We Can Get It On」などがある。

## 略歴
1996年、音楽活動を開始する。Lil Yo名義でアルバム『Youngsta's on a Come Up』を制作しカセットで販売する。
2000年、2作目のアルバム『From Da Dope Game 2 Da Rap Game』をリリースする。
2012年、6作目のアルバム『Live from the Kitchen』でメジャーデビューも飾り、全米ビルボード200にて初登場12位を記録する。
2013年、7作目のアルバム『I Am』をリリースし、全米7位を記録する。
2016年、8作目のアルバム『The Art of Hustle』をリリースし、全米4位を記録する。
2017年、9作目のアルバム『I Still Am』をリリースし、全米6位を記録する。
2020年、10作目のアルバム『Untrapped』をリリースし、全米10位を記録する。

## ディスコグラフィ
スタジオ・アルバム
- Youngsta's on a Come Up (as Lil Yo) (1996年)
- From Da Dope Game 2 Da Rap Game (2000年)
- Self-Explanatory (2001年)
- Life (2003年)
- Back 2 da Basics (2006年)
- Live from the Kitchen (2012年)
- I Am (2013年)
- The Art of Hustle (2016年)
- I Still Am (2017年)
- Untrapped (2020年)

ミックステープ
- Full Time Hustlin (2006年)
- I Told U So (2006年)
- Cocaine Muzik (Hosted By Giarad Fleetwood) (2008)
- Definition of a G (with Gucci Mane) (2008)
- Cocaine Muzik 2 (Hosted DJ Drama) (2009)
- Cocaine Muzik 3 (Hosted By (Giarad Fleetwood) (2009)
- Cocaine Muzik 4 (with Zed Zilla & Hosted By DJ Drama) (2010)
- Cocaine Muzik 4.5 :(Da Documentary) (Hosted By DJ Drama (2010)
- Cocaine Muzik 5 :(White Friday) (Hosted By Giarad Fleetwood) (2010)
- Cocaine Muzik 6 :(Gangsta of The Year) (Hosted By DJ Drama) (2011)
- January 10th :(The Mixtape) (2012)
- Cocaine Muzik 7: The World Is Yours (2012)
- Nov 19th: The Mixtape (2013)
- Chapter One (with CMG) (2014)
- Concealed (2015)
- The Return of Cocaine Muzik (2015)
- The Return of Cocaine Muzik Pt. 2 (2015)
- The Return (2015)
- Cocaine Muzik 8: Any Hood America (2015)
- 2 Federal (2016)
- White Friday (CM9) (2016)
- Gotti Made It (with Mike Will Made It) (2017)